# The Test Dream
"The Test Dream" je 63. epizoda HBO-ove televizijske serije Obitelj Soprano i 11. u petoj sezoni serije. Napisali su je David Chase i Matthew Weiner, režirao Allen Coulter, a originalno je emitirana 16. svibnja 2004.

## Radnja
Rukav kimona Tonyjeve djevojke Valentine La Paz zapali se dok ona priprema jaja za njega. Nakon što Tony provede neko vrijeme u bolnici (s Valentinom koja halucinira da je on kirurg), on svraća kod Tonyja Blundetta. Iako Tony osjeća kako s njegovim rođakom nešto nije u redu, ne zna da je Tony B. upravo saznao za ubojstvo svog prijatelja iz zatvora, Angela Garepea.
Angelo je uzeo igračku za svojeg unuka i vraćao se kući kad su ga presreli Phil i Billy Leotardo, ubacili ga u prtljažnik Philova auta, zamotali ga u najlon i ustrijelili ga u glavu. Nakon što se Tony prijavio u Plaza Hotel u New York Cityju, saznaje za ubojstvo od Silvia i pokuša nazvati Blundetta. Njegov se rođak ne javlja te se čini kako će se ovaj osvetiti za ubojstvo svoga prijatelja.
Te večeri Tony nazove Charmaine Bucco pogrešno pretpostavivši kako bi ona mogla pristati na seks s njim. Međutim, on se predomišlja kad se ona javi i spusti slušalicu zahtijevajući od anonimnog pozivatelja da prekine zvati što sugerira da ju je nazvao više puta. Naručivši prostitutku umjesto toga, Tony zaspe i počne sanjati. Na početku sna, budi se pokraj nedavno preminulog Carminea Lupertazzija koji mu kaže kako je on usamljen; Tony zatim prima telefonski poziv, a glas mu kaže da mora ubiti nekoga. Tony zatim sjedi u uredu dr. Melfi, ali umjesto nje savjetuje ga njegova bivša ljubavnica Gloria Trillo, koja se objesila kad je Tony prekinuo s njom. Ona pokaže na televizijski ekran i kaže, "Jesi li spreman za ono što moraš učiniti?" Tony se zatim nađe na zadnjem sjedištu starog Cadillaca svoga oca kojeg vozi njegov pokojni otac Johnny Boy Soprano; u autu se nalazi još nekoliko preminulih likova koje je ubio on osobno ili je naredio njihovo ubojstvo, uključujući Big Pussyja Bonpensiera, Ralpha Cifaretta i Mikeyja Palmicea. Johnny Boy upita Tonyja želi li se voziti na prednjem sjedištu, na što Tony odvraća, "Ne hvala, tata. U redu je." Johnny se okreće Big Pussyju, koji sjedi do njega, i kaže: "Malom bude mučno na stražnjem sjedištu." Pussy se okrene i kratko pogleda Tonyja. Nakon što se Tony okrene Mikeyju i kaže mu kako zna da sanja, Mikey odvraća, "Nemam mišljenje o tome. Što god." Mikey se kratko pretvara u Artieja Bucca koji jednostavno gleda u Tonyja i upita, "Što?". Kad Tony upita gdje idu, Pussy se pretvorio u Ralphieja koji se okreće i kaže, "Vozimo te na posao", a u tom trenutku staju kod Tonyjeve kuće.
U nastavku sna Tony s Carmelom večera s Finnovim roditeljima u Nuovo Vesuviu. Finnov otac je zapravo detektiv Vin Makazian, ali se čini samo kako glumi Finnova oca. Njegova majka je Annette Bening. Tony ističe da je ona Annette Bening. Vin, spomenuvši kako je bio član muškog zbora, zapjeva "Three Times a Lady" svojoj "supruzi". Tijekom večere, Tonyjevi zubi ispadaju sami od sebe. Tony i Vin odlaze do zahoda. Ušavši u zahod, Tony uđe u jedan odjeljak i počne pregledavati prostor iza vodokotlića. Vin upita Tonyja, "Hoćeš li uspjeti dovršiti stvar?", misleći na ubojstvo njegova rođaka Tonyja Blundetta. Tony odgovara, "Napravio sam domaću zadaću", posegne u džep i izvadi primjerak The Valachi Papers. Tony zatim očuje pucnjeve ispred i ugleda Blundetta kako ubija Phila Leotarda. Prolaznici viču, "Zašto ga nisi spriječio?" Tony počne bježati pred gomilom gnjevnih ljudi, uključujući Annette Bening (koju je razmetljivo predstavila Gloria Trillo, sada u ulozi reporterke) i Carmelu; neki iz gomile nose baklje. Tony pobjegne u uličicu gdje se pojavljuje Artie Bucco, a on i Tony pobjegnu zajedno u autu. Tony pogleda na stražnje sjedište i ugleda pokojne Richieja Aprilea i Gigija Cestonea, dva bivša kapetana ekipe Aprile koje je pogodila sudbina ubrzo nakon preuzimanja "proklete" ekipe, kako sjede jedan do drugoga. Tony se upušta u razuzdani seksualni odnos s Artiejevom ženom Charmaine, koja nosi štikle, crne svilene čarape i rublje, dok ga Artie cijelo vrijeme upućuje. Tony se zatim pojavljuje u svojem dnevnom boravku na Pie-O-My, trkaćem konju kojeg je vjerojatno ubio Ralphie. On upita Carmelu može li se useliti. Carmela odgovara ponavljanjem svoje rečenice koju je uputila A.J.-u kad ju je pitao može li se vratiti kući: "Prvo, postoje neki uvjeti o kojima se neće raspravljati." U ovom slučaju, konj ne smije ostati u kući jer Tony nikad ne čisti za njim.
Nekoliko likova u snu otkrivaju kako je Tonyjev posao bio ubiti rođaka kako bi spriječio Blundetta da ne započne rat između Tonyjeve obitelji i ekipe Johnnyja Sacka. Tony se na kraju sna susreće sa svojim bivšim srednjoškolskim trenerom američkog nogometa Molinarom. Trener kritizira Tonyja, ističući kako je Tony imao sve predispozicije da bude glavni čovjek. Nakon što Tony pokuša ubiti Molinara, pištolj mu se zakoči, a trener ga nastavlja ponižavati kako nije spreman sve dok se Tony ne probudi. 
Tony nešto kasnije prima Christophera, koji ga obavještava da je Tony B. uistinu krenuo na braću Leotardo. Ubio je Billyja.
Tony nazove Carmelu i razgovara s njom čekajući izlazak sunca. Našale se, a Tony joj kaže kako je imao "jedan od snova o treneru Molinaru". Carmela pretpostavi da mu je trener dao uobičajeni savjet.

## Glavni glumci
- James Gandolfini kao Tony Soprano
- Lorraine Bracco kao dr. Jennifer Melfi
- Edie Falco kao Carmela Soprano
- Michael Imperioli kao Christopher Moltisanti
- Dominic Chianese kao Corrado Soprano, Jr. *
- Steven Van Zandt kao Silvio Dante **
- Tony Sirico kao Paulie Gualtieri
- Robert Iler kao A.J. Soprano
- Jamie-Lynn Sigler kao Meadow Soprano
- Aida Turturro kao Janice Soprano *
- Drea de Matteo kao Adriana La Cerva *
- Steve Schirripa kao Bobby Baccalieri *
- Vincent Curatola kao Johnny Sack
- John Ventimiglia kao Artie Bucco
- Kathrine Narducci kao Charmaine Bucco
- Steve Buscemi kao Tony Blundetto

* samo potpis

** samo glas

### Gostujući glumci
| - Lauren Adler kao mladenka - Rae Allen kao Quintina Blundetto - Dennis Aloia kao Justin Blundetto - Kevin Aloia kao Jason Blundetto - Leslie Bega kao Valentina La Paz - Annette Bening kao ona sama / gđa. DeTrolio - Chris Caldovino kao Billy Leotardo - Carl Capotorto kao Little Paulie Germani - Jimmy Collins kao Charlie Garepe - Angel Feliciano kao oglašivač - John Fiore kao Gigi Cestone - Robert Funaro kao Eugene Pontecorvo - Dan Grimaldi kao Patsy Parisi - John Heard kao Vin Makazian / g. DeTrolio - Elaine Hyman kao Dot - Sarah Ireland kao žena - Will Janowitz kao Finn DeTrolio - Sylvia Kowalczuk kao harfistica - Tony Lip kao Carmine Lupertazzi - Angelo Massagli kao Bobby Baccalieri Jr. | - Mark McGann kao lice u gomili - Patrick J. O'Connor kao portir - Chandler Parker kao trgovac - Joe Pantoliano kao Ralph Cifaretto - Vincent Pastore kao Big Pussy Bonpensiero - David Proval kao Richie Aprile - Richard Portnow kao Harold Melvoin - Kevin Rivera kao Marcus - Roslyn Ruff kao recepcionarka u Plazi - Joe Santos kao Angelo Garepe - Al Sapienza kao Mikey Palmice - Charlie Scalies kao trener Molinaro - Annabella Sciorra kao Gloria Trillo - Eric Seltzer kao predvodnik gomile - Joseph Siravo kao Johnny Boy Soprano - Frank Vincent kao Phil Leotardo - Didi Wong kao prostituka - Teresa Yenque kao Mirsa - Germel Younger kao čovjek u gomili |

## Umrli
- Angelo Garepe: ubijen od strane Phila i Billyja Leotarda.
- Billy Leotardo: ubijen od strane Tonyja Blundetta iz osvete za smrt Angela Garepea.

## Naslovna referenca
- David Chase objasnio je kako se naslov odnosi na snove u kojima pojedinac zakasni na test u školi te nije odjeven, što znači da je osoba nespremna za test ili zadatak s kojim se mora suočiti.[1]

## Reference na prijašnje epizode
- Tony je i prije sanjao da se nalazi u očevu Cadillacu u epizodi "Calling All Cars".

## Reference na druge medije
- Tonyjevo posezanje iza vodokotlića referenca je na sličnu scenu iz Kuma s Michaelom Corleoneom.
- Annette Bening izgovara rečenicu, "Ne želim da moj muž izađe s pimpekom u ruci", referirajući se na gotovo identičnu rečenicu koju u Kumu izgovara Sonny Corleone.
- Lee Harvey Oswald puca u Tonyja s prozora stana u zgradi dok ovaj trči pred ruljom.
- Annette Bening izgovara i rečenicu, "there's something Bugsy about him", referirajući se na Tonyja. To je referenca na Bugsyja Siegela kojeg je u filmu Bugsy portretirao njezin muž Warren Beatty, a u kojem je i ona nastupila.
- Nakon što Tony Blundetto ustrijeli Phila Leotarda u Tonyjevu snu, on izlazi iz auta na isti način kao i Sonny Corleone u sceni svoje likvidacije u Kumu.
- Phil Leotardo (Frank Vincent) ustrijeli Angela Garepea u prtljažniku svojeg auta na sličan način na koji je ustrijeljen lik Billyja Battsa u Dobrim momcima, kojeg je glumio sami Vincent.
- U kuhinji, kad Carmela kaže Tonyju kako se sastaju s Finnovim roditeljima, na televiziji se prikazuje scena iz filma Kineska četvrt. Zamjenjuje ju film Scrooge.
- Dok u Tonyjevu snu Tony i Carmela ulaze u Vesuvio kako bi se sastali s "Finnovim roditeljima", na televiziji u restoranu prikazuje se završni obračun iz filma Točno u podne. U filmu se pojavljuje Gary Cooper, glumac kojeg Tony često spominje kao primjer "snažnog, tihog tipa" za kojeg vjeruje kako nedostaje u današnjem svijetu okrenutom psihoterapiji.
- Tonyjeva priprema za dovršenje "zadatku" ubojstva svoga rođaka Tonyja Blundetta bilo je čitanje The Valachi Papers, romana kasnije adaptiranog u film o FBI-evu doušniku.

## Glazba
- Tijekom odjavne špice svira "Three Times a Lady" Commodoresa. Istu je pjesmu u a cappella verziji pjevao Vin, tijekom večere u Tonyjevu snu.

## Vanjske poveznice
- The Test Dream u internetskoj bazi filmova IMDb-a